# Sabino Méndez
Sabino Méndez Ramos (Barcelona, España, 16 de septiembre de 1961) es un compositor español de rock, conocido por su trabajo como compositor y guitarrista del grupo Loquillo y los Trogloditas, así como por su faceta de escritor.

## Trayectoria musical
Sabino Méndez comenzó su trayectoria musical en la Barcelona de finales de los setenta. Con Teo Serrano, bajista, formó varios grupos, como Los Pintalabios y Los Rompecorazones. En 1980, junto con Teo Serrano y José María Sanz Beltrán, Loquillo, formó Los Intocables, con Méndez como guitarrista. A finales de ese año se grabó el primer disco de la banda, Los tiempos están cambiando, que incluía una composición de Méndez, «Rock 'n' Roll Star», que se convirtió en el primer éxito de la banda. Según Méndez Tenía 16 ó 17 años y estaba influido por los discos de Lou Reed y el Ziggy Stardust, de Bowie (en 2010 la canción fue elegida una de las 200 mejores del pop-rock español por la revista Rolling Stone, en el puesto 93). La banda hibernó durante el siguiente año y medio, debido a que Loquillo estaba haciendo el servicio militar, pero pudieron grabar un sencillo en 1982, «Autopista», el único grabado con la denominación Loquillo y los Intocables. La canción que daba nombre al sencillo la compuso también Méndez. Para Rafa García-Purriños, crítico de la fonoteca, es una de las mejores canciones del rock español de todos los tiempos... rock de carretera clásico, con el necesario y justo tono épico.
La larga ausencia de Loquillo y la quiebra de la productora de Los Intocables, Cúspide, hizo que el grupo se desintegrara. Cuando Loquillo regresó del servicio militar, sólo Sabino Méndez le estaba esperando. De hecho, fue Méndez el que, durante la ausencia de Loquillo, contactó con Jordi Vila "el Apache", un batería que tocaba como músico de sesión con Los Burros de Quimi Portet y Manolo García. Vila tenía un grupo en su Vich natal, Perdidos en el Espacio, y Méndez les convenció para que se unieran a él y, con el nombre de Los Trogloditas, formaran el grupo de acompañamiento de Loquillo. Loquillo y los Trogloditas debutaron en el verano de 1983 en Tomelloso. Ese año, la banda dejó Barcelona y se mudó a Madrid. Allí, con la colaboración de la flor y la nata de los músicos de la movida (Alaska, Julián Hernández, Ulises Montero, Toti Árboles, Poch, Iñaki Glutamato...) llevaron a cabo una de las grabaciones históricas del pop/rock en español, El ritmo del garaje, que incluía canciones como «El ritmo del garaje», «Pégate a mí», «No Surf», «María», «Quiero un camión» o «Cadillac solitario» (que pasó desapercibida; sólo se convirtió en un enorme éxito con la versión en vivo de ¡A por ellos...! que son pocos y cobardes!, en 1989), entre otras, todos obra de Sabino Méndez, encumbrado desde entonces como uno de los mejores compositores de la historia del rock en castellano («Cadillac solitario» es la canción número 35 en la lista de las 200 mejores del pop-rock español de Rolling Stone). En palabras de Méndez, En realidad lo que quería hacer era una mezcla de Roy Orbison con Don Mc Lean, The Clash y Springsteen. Al final lo que me salió se pareció más a Willy de Ville y a los punks de barrio.
Loquillo y los Trogloditas se habían convertido en una banda de éxito y en 1985 grabaron La mafia del baile. Inicialmente, la idea de Méndez era hacer un disco doble, conceptual, pero el resto de integrantes de la banda le convencieron y finalmente se eligieron 15 canciones, la mayor parte de ellas compuestas por Sabino Méndez, salvo tres. El disco fue un tanto irregular pero contenía grandes canciones de Sabino Méndez, como «Carne para Linda», «Rock suave» o «Las sombras del autocine».
Por otro lado, el éxito de la banda trajo consigo gran cantidad de excesos (en especial de adicción a las drogas) que afectaron mucho a sus componentes. Como Méndez confesó años después,[¿dónde?] entraron todas las drogas de golpe y las abrazamos con pasión, incluso haciendo alardes de nuestra falta de hipocresía al respecto. Paralelamente, las relaciones personales de los miembros de la banda se enfriaron, especialmente entre Loquillo y Méndez, fundamentalmente por conflictos de liderazgo: línea musical, reparto de ganancias, problemas de salud y adicciones de Sabino Méndez, que veía como dejaba de ser el compositor exclusivo de la banda, lo que debilitaba su liderazgo. Aunque el mayor peso compositivo siguió recayendo en él, se decidió que se las composiciones se repartirían más entre todos.
Con todo, el éxito y la popularidad de Loquillo y Los Trogloditas, que cada vez era mayor, dieron un salto hacia adelante con su siguiente disco, Mis problemas con las mujeres (1987). En este disco, en el cual Sabino Méndez ya no llevaba el peso de la composición, había una mayor variedad de estilos, e incluía otra sobresaliente canción de Sabino, un rock rumbero y latino («La mataré»), con la que la banda logró un gran éxito, alcanzando el Disco de Oro y un reconocimiento masivo en España. «La mataré» trataba de captar el sentimiento trágico de la vida y de las relaciones amorosas presente en los grandes de la rumba (con una letra que no siempre fue bien interpretada, por lo delicado y serio del tema que aborda, los malos tratos). En palabras de Méndez ¿por qué compongo 'La mataré'?, pues porque en la furgoneta a Jordi Vila y a mí nos daba por recoger frases de Chichos y Chunguitos, de ahí viene, y El batería y yo escuchábamos mucha rumba catalana, y siempre pensamos que sería el formato adecuado para contar una historia así. La maqueta original era una rumba y la aceleramos hasta llegar a los límites del rock (la canción ocupa el lugar 146 en la lista de las 200 mejores del pop-rock español de Rolling Stone).
Si bien la banda se encontraba en la cresta de la ola, la situación personal de Méndez comenzó una cuesta abajo. Con múltiples problemas de salud derivados de su adicción, dejó prácticamente de componer, con lo que el nuevo disco de la banda, Morir en primavera (1988) se compuso de canciones descartadas y a medio hacer, con alguna nueva. Los enfrentamientos con Loquillo también se intensificaron, fruto de los deseos del vocalista de tener un mayor peso en las composiciones de la banda y de adoptar en las letras un estilo más personal, más maduro, alejado de los tópicos roqueros de siempre. Durante la gira, Sabino Méndez sufrió un desmayo en un concierto, por lo que acordó con Loquillo dejar provisionalmente la banda hasta estar recuperado de sus problemas de salud y de su adicción a la heroína. A pesar de todo ello, y a que logró superar su adicción, Sabino Méndez abandonó la banda a finales de 1989, por decisión de Loquillo (Yo estaba muy asustado con su situación. Resultó ser como una maldición; varios de los músicos que entraron después también terminaron en el "caballo"). Aunque participó en la grabación del disco en directo ¡A por ellos...! que son pocos y cobardes!, en la sala Zeleste de Barcelona, en los créditos apareció simplemente como músico invitado, y ya no formó parte de Los Trogloditas en la foto de portada.
Tras abandonar la banda en su momento de mayor éxito, dedicó su tiempo a continuar sus estudios de Filología Hispánica. Tras unos años alejado del panorama musical, en 1997 publicó el álbum El día que murió Marcelo Mastroianni con el grupo Los Montaña. El álbum no tuvo apenas distribución e incluía temas nuevos y una revisión de uno de sus viejos éxitos. Además, actuó junto a diversos músicos con una formación cambiante bajo el nombre de Palabras Feas, y trabajó como productor musical de otros grupos de rock como Los Desechables, Wom! A2 y Los Proscritos.
Loquillo y Méndez se distanciaron profundamente e incluso dejaron de hablarse tras la publicación en 2000 de Corre rocker, corre, las memorias de Méndez donde daba su visión particular sobre las desavenencias dentro de la banda y los efectos de la adicción a las drogas, que no fueron bien recibidas por Loquillo. Su reconciliación comenzó en 2005, tras adquirir la productora Iberrota los derechos cinematográficos de Corre rocker, corre. La película debía dirigirla Jorge Arenillas, el cual propició el encuentro entre Loquillo y Méndez. A partir de entonces, Méndez participó como guitarrista invitado en la grabación en Bilbao de Hermanos de sangre, disco en directo de Loquillo y Los Trogloditas; promocionó con su antiguo compañero la reedición de ¡A por ellos...! que son pocos y cobardes!; actuó con Loquillo como telonero de los Rolling Stones en su gira por España de 2007; y compuso temas del álbum de Loquillo Balmoral (2009). La reconciliación formal vino con la publicación del disco La nave de los locos (2012), un proyecto conjunto de Loquillo y Sabino Méndez, en el que Méndez fue el compositor de todos los temas, y que incluye temas de origen diverso y compuestas inicialmente para otros proyectos (entre las que se encuentran algunos temas compuestos por Méndez para su anterior trabajo, El día que murió Marcelo Mastroianni.

## Como escritor y columnista
Méndez se licenció en Filología Hispánica por la Universidad de Barcelona en 2000. Ese año se integró en el equipo responsable de los cuatro tomos de La vida escrita por las mujeres (de la Editorial Lumen), sobre las mujeres escritoras pioneras en España. Paralelamente ha publicado cuatro libros: Corre, rocker: crónica personal de los ochenta (2000), Limusinas y estrellas: medio siglo de rock (1954-2004) (2004),, Hotel Tierra (2006) e Historia del hambre y la sed (2006), además de colaborar con diversos medios periodísticos españoles (El País, El Mundo, ABC, La Razón, Diario 16, El Periódico de Catalunya y La Vanguardia).

## Otras actividades
Ha sido portavoz de la junta directiva de la Sociedad General de Autores y Editores desde julio de 2011 hasta abril de 2012, durante la etapa de transición que vivió la entidad desde la detención de Teddy Bautista en la Operación Saga hasta la elección de Antón Reixa como nuevo presidente. Desde octubre de 2020 es miembro de la Junta Directiva de la SGAE y Vicepresidente de Pequeño Derecho. También colaboró con la plataforma cívico-política Ciutadans de Catalunya y con el partido político Ciudadanos-Partido de la Ciudadanía, al que cedió su canción El ritmo del garaje para la campaña de las autonómicas catalanas de 2006. Posteriormente, se desvinculó de Ciudadanos y se acercó a Unión Progreso y Democracia (UPyD), para el que compuso su himno.

## Obra

### Discografía
- Junto a Loquillo, tanto con Los Intocables de 1980 a 1982, como con Los Trogloditas de 1982 a 1989, fue el compositor de éxitos como La mataré, Todo el mundo ama a Isabel, Carne para Linda, Cadillac solitario, El rompeolas, Autopista, Cantores, El ritmo del garaje o Rock 'n' Roll Star, entre otras.[31] Desde 2006 colaboró esporádicamente con Loquillo, y ya en 2012 publicaron de forma conjunta el álbum La nave de los locos.[32]

- Con el grupo Los Montaña, publicó El día que murió Marcelo Mastroiani (Al.leluia Records, 1997).[10] Grabado una parte en la sala Bikini de Barcelona el 19 de diciembre de 1996 y otra parte en los estudios Producciones Silvestres, remasterizado por Marc Parrot.

### Obra escrita
- Corre Rocker (Ed. Espasa, 2000).[33]
- Limusinas y Estrellas (Ed. Espasa, 2003).[34]
- Hotel Tierra (Ed. Anagrama, 2006).[35]
- Historia del Hambre y la Sed (Ed. Espasa, 2006).[36]
- Literatura universal (Anagrama, 2017).